# Bahnstrecke Salzwedel–Diesdorf
| |                                                             |                                     |                                     |
| Streckennummer (DB): | 6902                                                        |                                     |                                     |
| Kursbuchstrecke (DB): | 303 (1995)                                                  |                                     |                                     |
| Kursbuchstrecke: | 183w (1934) 183v (Salzwedel N – Salzwedel Atpervertor 1934) |                                     |                                     |
| Streckenlänge: | 36,2 km                                                     |                                     |                                     |
| Spurweite: | 1435 mm (Normalspur)                                        |                                     |                                     |
| |                                                             |                                     |                                     |
| \| \| 0,0 \| Salzwedel Neustadt \| Salzwedel Neustadt \| \| \| \| von und nach Güterbahnhof Salzwedel \| \| \| \| 1,6 \| Salzwedel Altperver Tor \| Salzwedel Altperver Tor \| \| \| \| meterspurige Strecke bis 1927 \| \| \| \| \| nach Badel \| \| \| \| \| Salzwedel–Oebisfelde \| \| \| \| 2,1 \| Salzwedel Neuetor bis 1927 \| Salzwedel Neuetor bis 1927 \| \| \| \| Ende der Neubautrasse \| \| \| \| 5,7 \| Steinitz (Altm) Ost ehem. Bf. \| Steinitz (Altm) Ost ehem. Bf. \| \| \| 6,5 \| Steinitz (Altm) \| Steinitz (Altm) \| \| \| 9,5 \| Wieblitz-Eversdorf ehem. Bf. \| Wieblitz-Eversdorf ehem. Bf. \| \| \| 11,7 \| Tylsen ehem. Bf. \| Tylsen ehem. Bf. \| \| \| 13,9 \| Wallstawe \| Wallstawe \| \| \| 18,3 \| Ellenberg (Altm) \| Ellenberg (Altm) \| \| \| 20,7 \| Wiershorst ehem. Bf. \| Wiershorst ehem. Bf. \| \| \| 22,3 \| Dähre \| Dähre \| \| \| \| nach Diesdorf (Meterspur; bis 1928) \| \| \| \| 25,4 \| Dähre West ehem. Bf. \| Dähre West ehem. Bf. \| \| \| 26,9 \| Bonese Ost ehem. Bf. \| Bonese Ost ehem. Bf. \| \| \| 27,8 \| Bonese \| Bonese \| \| \| 29,4 \| Bonese Süd \| Bonese Süd \| \| \| 30,8 \| Schadeberg-Dülseberg ehem. Bf. \| Schadeberg-Dülseberg ehem. Bf. \| \| \| \| von Dähre (Meterspur; bis 1928) \| \| \| \| 32,5 \| Schadeberg \| Schadeberg \| \| \| 33,6 \| Schadeberg-Schadewohl ehem. Bf. \| Schadeberg-Schadewohl ehem. Bf. \| \| \| \| von Wittingen \| \| \| \| 36,2 \| Diesdorf (Altm) \| Diesdorf (Altm) \| \| \| \| nach Beetzendorf \| \| |                                                             |                                     |                                     |
| Kopfbahnhof Streckenanfang (Strecke außer Betrieb) | 0,0                                                         | Salzwedel Neustadt                  | Salzwedel Neustadt                  |
| Abzweig geradeaus, nach links und von links (Strecke außer Betrieb) |                                                             | von und nach Güterbahnhof Salzwedel | von und nach Güterbahnhof Salzwedel |
| Bahnhof (Strecke außer Betrieb) | 1,6                                                         | Salzwedel Altperver Tor             | Salzwedel Altperver Tor             |
| Strecke von links (außer Betrieb) · Abzweig geradeaus und nach rechts (Strecke außer Betrieb) |                                                             | meterspurige Strecke bis 1927       | meterspurige Strecke bis 1927       |
| Strecke (außer Betrieb) · Abzweig geradeaus und nach links (Strecke außer Betrieb) |                                                             | nach Badel                          | nach Badel                          |
| Kreuzung (Strecken außer Betrieb) · Kreuzung geradeaus oben (Strecken außer Betrieb) |                                                             | Salzwedel–Oebisfelde                | Salzwedel–Oebisfelde                |
| Bahnhof (Strecke außer Betrieb) · Strecke (außer Betrieb) | 2,1                                                         | Salzwedel Neuetor bis 1927          | Salzwedel Neuetor bis 1927          |
| Abzweig geradeaus und von links (Strecke außer Betrieb) · Strecke nach rechts (außer Betrieb) |                                                             | Ende der Neubautrasse               | Ende der Neubautrasse               |
| Haltepunkt / Haltestelle (Strecke außer Betrieb) | 5,7                                                         | Steinitz (Altm) Ost ehem. Bf.       | Steinitz (Altm) Ost ehem. Bf.       |
| Bahnhof (Strecke außer Betrieb) | 6,5                                                         | Steinitz (Altm)                     | Steinitz (Altm)                     |
| Haltepunkt / Haltestelle (Strecke außer Betrieb) | 9,5                                                         | Wieblitz-Eversdorf ehem. Bf.        | Wieblitz-Eversdorf ehem. Bf.        |
| Haltepunkt / Haltestelle (Strecke außer Betrieb) | 11,7                                                        | Tylsen ehem. Bf.                    | Tylsen ehem. Bf.                    |
| Bahnhof (Strecke außer Betrieb) | 13,9                                                        | Wallstawe                           | Wallstawe                           |
| Bahnhof (Strecke außer Betrieb) | 18,3                                                        | Ellenberg (Altm)                    | Ellenberg (Altm)                    |
| Haltepunkt / Haltestelle (Strecke außer Betrieb) | 20,7                                                        | Wiershorst ehem. Bf.                | Wiershorst ehem. Bf.                |
| Bahnhof (Strecke außer Betrieb) | 22,3                                                        | Dähre                               | Dähre                               |
| Abzweig geradeaus und nach links (Strecke außer Betrieb) · Strecke von rechts (außer Betrieb) |                                                             | nach Diesdorf (Meterspur; bis 1928) | nach Diesdorf (Meterspur; bis 1928) |
| Haltepunkt / Haltestelle (Strecke außer Betrieb) · Strecke (außer Betrieb) | 25,4                                                        | Dähre West ehem. Bf.                | Dähre West ehem. Bf.                |
| Haltepunkt / Haltestelle (Strecke außer Betrieb) · Strecke (außer Betrieb) | 26,9                                                        | Bonese Ost ehem. Bf.                | Bonese Ost ehem. Bf.                |
| Bahnhof (Strecke außer Betrieb) · Strecke (außer Betrieb) | 27,8                                                        | Bonese                              | Bonese                              |
| Haltepunkt / Haltestelle (Strecke außer Betrieb) · Strecke (außer Betrieb) | 29,4                                                        | Bonese Süd                          | Bonese Süd                          |
| Haltepunkt / Haltestelle (Strecke außer Betrieb) · Strecke (außer Betrieb) | 30,8                                                        | Schadeberg-Dülseberg ehem. Bf.      | Schadeberg-Dülseberg ehem. Bf.      |
| Abzweig geradeaus und von links (Strecke außer Betrieb) · Strecke nach rechts (außer Betrieb) |                                                             | von Dähre (Meterspur; bis 1928)     | von Dähre (Meterspur; bis 1928)     |
| Bahnhof (Strecke außer Betrieb) | 32,5                                                        | Schadeberg                          | Schadeberg                          |
| Haltepunkt / Haltestelle (Strecke außer Betrieb) | 33,6                                                        | Schadeberg-Schadewohl ehem. Bf.     | Schadeberg-Schadewohl ehem. Bf.     |
| Abzweig geradeaus und von rechts (Strecke außer Betrieb) |                                                             | von Wittingen                       | von Wittingen                       |
| Bahnhof (Strecke außer Betrieb) | 36,2                                                        | Diesdorf (Altm)                     | Diesdorf (Altm)                     |
| Strecke (außer Betrieb) |                                                             | nach Beetzendorf                    | nach Beetzendorf                    |

Die Bahnstrecke Salzwedel–Diesdorf war eine eingleisige Nebenbahn im heutigen Altmarkkreis Salzwedel in Sachsen-Anhalt. Sie wurde ab 1900 von den Salzwedeler Kleinbahnen erbaut.

## Streckenbeschreibung
Die erst 30, später 36 Kilometer lange Strecke verband die Kreisstadt Salzwedel an der Bahnstrecke Stendal–Uelzen mit dem westlich gelegenen Ort Diesdorf. Sie verlief vom Bahnhof Salzwedel Neustadt zum Bahnhof Salzwedel Altperver Tor, wo bis in die 1960er Jahre die ebenfalls von den Salzwedeler Kleinbahnen erbaute Bahnstrecke Salzwedel–Badel abzweigte. Im weiteren Verlauf führte sie durch landwirtschaftlich geprägtes, leicht gewelltes Land und wies einige Steigungsabschnitte auf. In Diesdorf traf sie auf die normalspurigen Kleinbahnstrecken Beetzendorf–Rohrberg–Diesdorf und Wittingen–Zasenbeck–Diesdorf, die von der Altmärkischen Kleinbahn betrieben wurden.

## Geschichte

### Die Schmalspurbahn
1897 wurde in Salzwedel ein Komitee gegründet, das den Bau der Strecke vorbereiten sollte. Es wurde eine Spurweite von 1000 Millimetern gewählt, um Kosten zu sparen. In Salzwedel wurde unmittelbar östlich des Bahnhofs Salzwedel der Bahnhof Salzwedel Neustadt errichtet. Von dort fuhren am 23. Oktober 1900 die ersten Züge nach Wallstawe. Am 5. Dezember desselben Jahres wurde Dülseberg (spätere Bezeichnung Schadeberg-Dülseberg) erreicht, ab dem 15. Oktober 1901 fuhren schließlich Züge bis Diesdorf. Bereits 1902 wurden aufgrund des unerwartet hohen Verkehrsaufkommens die Gleisanlagen in Salzwedel Neustadt erweitert. Zum Einsatz kamen dreiachsige Tenderlokomotiven. Die ersten Lokomotiven wurden fabrikneu von der Firma Hanomag in Hannover beschafft. Güterverkehr wurde im Rollbockverfahren betrieben. Die Salzwedeler Zuckerfabrik, die an der Strecke lag, hatte einen besonders hohen Güterumschlag. Die eigens dafür eingesetzte zweiachsige Dampflokomotive wurde „Zuckerlieschen“ genannt.
Die meterspurige Strecke kreuzte die Staatsbahnstrecke Salzwedel–Oebisfelde niveaugleich in Höhe der Einmündung der Brückenstraße in die Neutorstraße im südlichen Salzwedeler Stadtgebiet. Wenige Meter südwestlich der durch Signale gesicherten Kreuzung befand sich der Bahnhof Salzwedel Neuetor. Im weiteren Verlauf führte die ehemalige Trasse parallel zur Braunschweiger Straße bis Ziethnitz.
1909 verkehrten vier Zugpaare als gemischter Zug. Sie brauchten für die Strecke rund 110 Minuten.
Mit Ausbruch des Ersten Weltkriegs sank die Beförderungsleistung erheblich. 1923 traten die Salzwedeler Kleinbahnen der Kleinbahnabteilung des Provinzialverbandes Sachsen mit Sitz in Merseburg bei, so dass die oberste Betriebsleitung dort ansässig war.

### Die Normalspurbahn

#### Bis 1945
1927 begann man mit der Umspurung der Strecke auf Normalspur, da sich die Schmalspurstrecke als nicht leistungsfähig genug erwiesen hatte. Dazu wurden der Abschnitt Dähre–Diesdorf und der Bahnhof Salzwedel Neustadt am 20. Juni 1927 vorübergehend stillgelegt. Der Abschnitt Salzwedel–Dähre wurde weitgehend neu trassiert, so dass die Schmalspurbahn weiterhin auf der alten Trasse bis Dähre verkehren konnte. Am 5. Oktober 1927 fuhren erstmals planmäßige Züge auf der Normalspurstrecke bis Dähre. Die Strecke führte nun kreuzungsfrei über die Strecke nach Oebisfelde. Der Personenverkehr wurde fortan mit Triebwagen durchgeführt. Vom 25. Oktober 1927 bis zum 17. März 1928 verkehrten zeitgleich mit den Bauarbeiten noch Schmalspurzüge von Dähre bis Diesdorf, bis zum 26. August 1928 noch bis Dülseberg. Am 4. Oktober 1928 wurde schließlich die gesamte Strecke als Normalspurstrecke befahren. Der Fuhrpark musste vollständig erneuert werden. Eingesetzt wurden auf den zwei Strecken der Salzwedeler Kleinbahnen fabrikneue DWK-Benzoltriebwagen, die 1934 auf Dieselantrieb umgerüstet wurden, ein Triebwagen aus der Dessauer Waggonfabrik und mehrere Dampflokomotiven. Dazu zählten zwei ELNA-5-Lokomotiven von Henschel in Kassel, die später als Baureihe 91.64 bezeichnet wurden. Fast alle beschafften Personenwagen führten nur die dritte Wagenklasse; ein Wagen besaß acht Sitzplätze in der zweiten Klasse. Täglich verkehrten drei Zugpaare. Zwischen Dähre und Dülseberg wurde die Strecke auf 15 Kilometern neu gebaut. Die Neubaustrecke verlief erheblich weiter westlich und schlug dann einen Bogen Richtung Südosten, um Diesdorf zu erreichen. Die neue Strecke war somit sechs Kilometer länger. Im selben Jahr bot man pro Woche drei Zugpaare der Relation Salzwedel–Diesdorf–Wittingen an, die aber Verluste einbrachten. Ansonsten erwies sich die Strecke als gewinnbringend.
In Salzwedel Neustadt und Dähre wurden in den 1930er Jahren neue Empfangsgebäude gebaut. In mehreren Bahnhöfen wurden die Güterverladeeinrichtungen erweitert. Der 1933 eingerichtete Haltepunkt Winkelstedt-Dorf, später umbenannt in Bonese Süd, war die einzige Station der Strecke ohne Güterverladung. Im Fahrplanjahr 1938/39 verkehrten werktags vier und sonntags fünf Personenzugpaare sowie ein bis zwei Güterzugpaare. 245.403 Personen und 289.716 Tonnen Güter wurden in dem Jahr befördert. 1941 erhielten die Salzwedeler Kleinbahnen ihre leistungsstärkste Dampflokomotive, die als Nr. 403 bezeichnet wurde. Sie hatte eine Höchstgeschwindigkeit von 70 km/h und erhielt 1950 die Baureihenbezeichnung 75.66.
Im Zweiten Weltkrieg kam es durch personelle Engpässe zu erneuten Problemen. Zeitweise musste der Bahnbetrieb mithilfe von Kriegsgefangenen aufrechterhalten werden. Die Bahnhöfe Salzwedel Neustadt und Salzwedel Altperver Tor erhielten Bombentreffer. In der Endphase des Krieges wurde der Betrieb eingestellt.

#### Nach dem Zweiten Weltkrieg

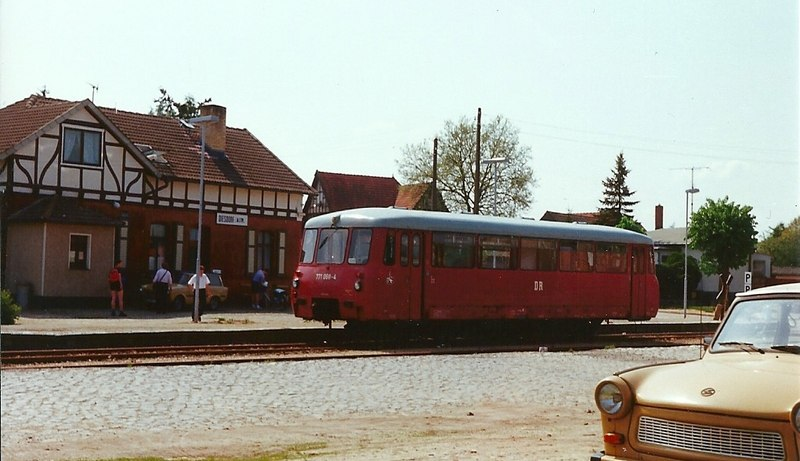
Einer der letzten Personenzüge am Bahnhof Diesdorf (1993)

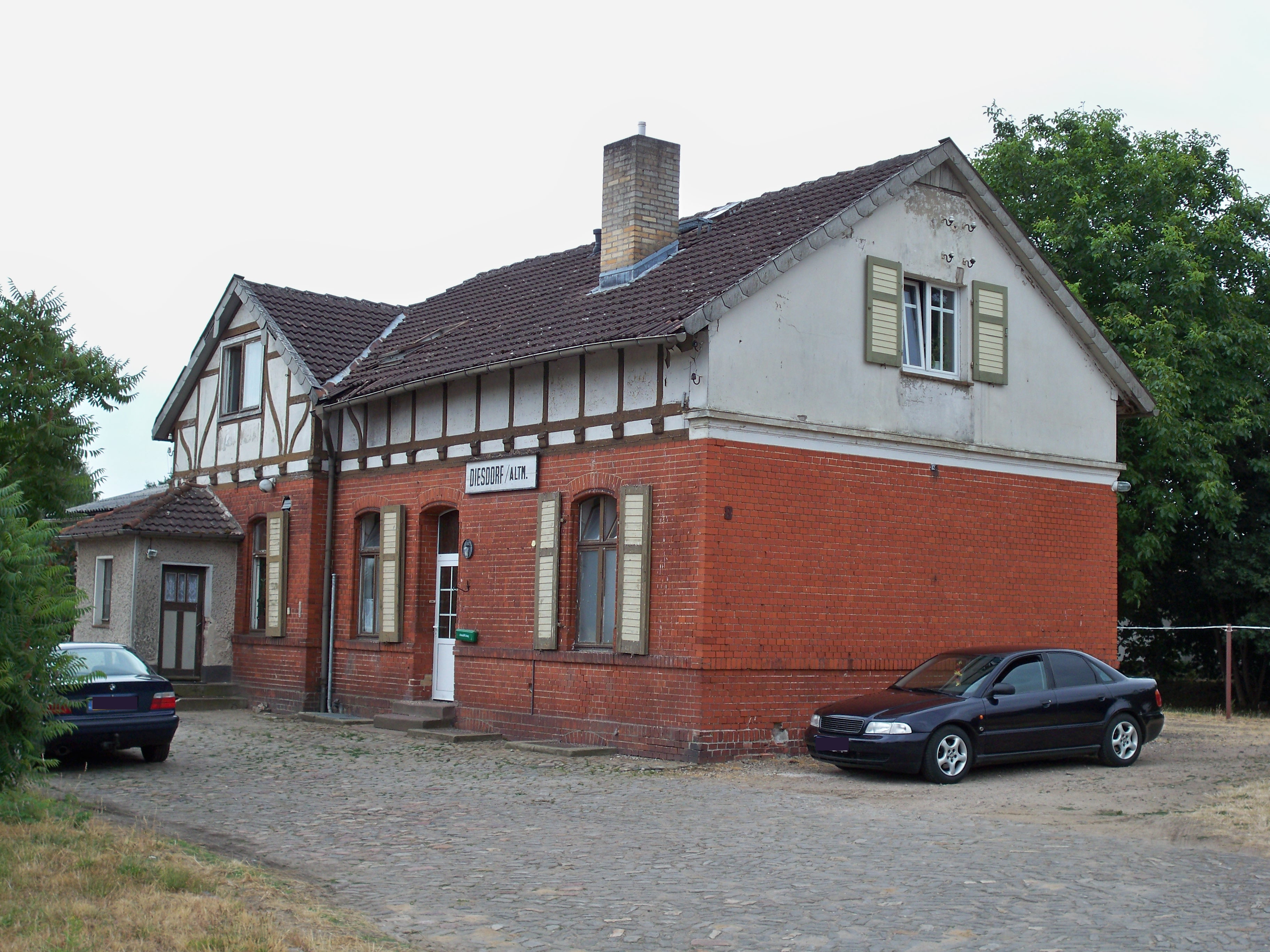
Ehemaliger Bahnhof Diesdorf (2010)

Nach dem Kriegsende erteilten die US-amerikanischen Besatzungssoldaten bereits am 18. Mai 1945 die Erlaubnis zur Wiederaufnahme des Güterverkehrs. Die nachfolgenden britischen Besatzungskräfte erlaubten am 18. Juni desselben Jahres den Personentransport in Güterzügen. Wenig später, nach dem Vertrag von Jalta, wurde das Gebiet Teil der Sowjetischen Besatzungszone. Ab dem 23. Juli 1945 konnten täglich zwei Güterzugpaare mit Personentransport verkehren. Bereits im September desselben Jahres wurde der Betrieb auf dem Abschnitt Dähre–Diesdorf eingestellt, da wegen der Nähe der innerdeutschen Grenze Flucht- und Schmuggelversuche unterbunden werden sollten. Die Sperrung wurde am 27. Februar 1946 wieder aufgehoben. Die Salzwedeler Kleinbahnen wurden von den Sächsischen Provinzbahnen übernommen und schließlich ab dem 1. April 1949 von der Deutschen Reichsbahn in Besitz genommen.
Die 1927 beschafften Henschel-Lokomotiven wurden mit Unterbrechungen bis 1970 bzw. 1971 auf der Strecke eingesetzt. Ab 1963 fuhren bis zur Betriebseinstellung Schienenbusse der Baureihe VT 2.09. Ab 1967 verkehrten neben den bereits vorhandenen Zügen mit einer Dampflokomotive der Baureihe 64 bespannte Personenzüge. Gelegentlich fuhren auch Diesellokomotiven der Baureihe 112. Die DWK-Triebwagen blieben bis 1975 in Dienst. Ab 1976 wurde erneut die Stilllegung des Abschnitts Dähre–Diesdorf erwogen und die Gleisunterhaltung auf ein Minimum beschränkt. 1979 war der Oberbau so schlecht, dass der Betrieb ab dem 25. Juni eingestellt wurde und Busse im Schienenersatzverkehr verkehrten. Aufgrund der landesweiten Knappheit an Treibstoffen und des relativ hohen Güteraufkommens rund um Diesdorf entschloss man sich jedoch, die Strecke grundlegend zu sanieren. Am 23. Mai 1982 wurde der Verkehr auf der Gesamtstrecke wiederaufgenommen. Der Abschnitt Salzwedel–Dähre wurde im Sommer 1982 saniert. Dabei wirkten rund 170 Studenten aus mehreren Staaten des RGW mit, die dort im „Internationalen Studentensommer“ eingesetzt wurden. Ab 1982 verkehrten drei Personenzugpaare, ein Nahgüterzugpaar und ein zusätzlicher Zug von Diesdorf nach Salzwedel. Nach der politischen Wende nahm das Verkehrsaufkommen deutlich ab. So wurde die Zuckerfabrik 1991 geschlossen. Die Strecke wies aufgrund von Alkalischäden zahlreiche Langsamfahrstellen auf. Die Schrankenanlage des Bahnübergangs am Bahnhof Altperver Tor musste durch das Zugbegleitpersonal bedient werden, so dass der Zug hier zwei Mal halten musste. Zuletzt verkehrten Schienenbusse der Baureihe 771. Am 23. Mai 1993 wurde der Personenverkehr auf dem Abschnitt Dähre–Diesdorf eingestellt, am 31. Dezember 1995 auch auf dem restlichen Streckenstück. Auch der Güterverkehr war zwischen Dähre und Diesdorf am 22. Mai 1993 eingestellt worden, zwischen Salzwedel und Dähre am 31. Dezember 1994. Zum 1. April 1997 wurde die Strecke stillgelegt. 2004 wurden die Gleise entfernt, 2005 das Empfangsgebäude des Bahnhofs Salzwedel Neustadt abgerissen. Auf einem Teil der Strecke nahe dem Bahnhof Salzwedel Altperver Tor wurde eine Umgehungsstraße erbaut.

## Änderungen von Bahnhofsnamen
Mehrere Bahnhöfe entlang der Strecke erhielten während der Betriebszeit neue Namen.
- Ziethnitz, ab 1957 Steinitz (Altm) Ost
- Kemnitz, dann Kemnitz (Altm), ab 1951 Steinitz (Altm)
- Wieblitz, ab 1928 Wieblitz-Eversdorf
- Deutschhorst, dann Wiershorst-Deutschhorst, ab 1957 Wiershorst
- Winkelstedt-Kleistau, ab 1957 Dähre-West
- Winkelstedt Dorf, dann Winkelstedt (Kr Salzwedel), ab 1957 Bonese Ost
- Rustenbeck, ab 1957 Bonese Süd
- Dülseberg (1928 eröffnet), ab 1957 Schadeberg Dülseberger Straße, ab 1966 Schadeberg-Dülseberg
- Dülseberg, ab 1928 Höddelsen-Reddigau, ab 1951 Neuekrug (Altm), ab 1966 Schadeberg
- Schadewohl, ab 1957 Schadeberg, ab 1966 Schadeberg-Schadewohl[3][4]